# Giuditta Grisi
Pour les articles homonymes, voir Grisi.
Répertoire
- Romeo de I capuleti
- Malcolm de La donna del lago

Scènes principales
- La Fenice de Venise
- Théâtre italien de Paris
- Teatro della Pergola de Florence
- La Scala de Milan

Giuditta Grisi (née à Milan le 28 juillet 1805 et décédée à Lodi le 1er mai 1840) est une mezzosoprano italienne qui s'est produite au début du XIXe siècle. C'est la sœur de Giulia Grisi et la nièce de la cantatrice Giuseppina Grassini.

## Biographie

Giuditta et sa sœur cadette Giulia.

Fille de Gaetano Grisi, un officier de l'armée napoléonienne, Giuditta est la petite-fille d'une violoniste amateur, Giovanna Grassini, la nièce de la célèbre cantatrice Giuseppina Grassini, la sœur aînée de la future cantatrice Giulia Grisi et la cousine de la grande ballerine de la période romantique, Carlotta Grisi. 
Admise jeune au conservatoire de Milan, elle y reçoit les leçons du musicien Ambrogio Minoja et du chanteur d'opéra David Banderali. Ses premiers débuts se font lors de concerts donnés dans le cadre du conservatoire.  
En 1823, elle joue à Vienne dans Bianca e Falliero de Gioacchino Rossini, et le public apprécie sa prestation au point de la classer dans les cantatrices distinguées de l'époque. De retour en Italie, elle se produit à Milan, Parme, Florence, Gênes et Venise. Là, Vincenzo Bellini écrit pour elle le rôle de Romeo dans I Capuleti e i Montecchi, ce qui assure sa réputation. 
En novembre 1832, elle chante sans beaucoup de succès dans la Straniera au Théâtre italien de Paris, mais renoue avec la popularité dans les rôles de Romeo et de Malcolm dans La donna del lago.
Elle retourne en Italie au printemps 1833, et se marie l'année suivante avec le comte Barni de Milan. Elle cesse peu après de se produire sur scène, et passe une bonne partie de l'année dans une villa que son mari possède à Lodi près de Crémone. 
C'est là qu'elle meurt à 34 ans des suites d'une longue maladie abdominale, le 1er mai 1840.

## Caractéristiques de sa voix
Elle a une voix de mezzo soprano d'une qualité dure et peu flexible, ce qui exige d'elle beaucoup de travail pour un résultat jamais complètement satisfaisant, ce qu'elle rachète « par un sentiment musical et dramatique plein d'énergie ».

## Interprétations

### Rôles créés
- Amazilda dans Amazilda e Zamoro d'Antonio D'Antoni, face à Rosmunda Pisaroni Carrara en Zamoro, au Teatro della Pergola de Florence, le 31 mars 1826[3].
- Ipermestra dans Danao, re d'Argo de Giuseppe Persiani, à la Pergola de Florence, le 16 juin 1827[4].
- Le rôle-titre dans Francesca di Rimini de Pietro Generali, à La Fenice de Venise, le 27 décembre 1828[5].
- Irza dans Gl'Illinesi de Feliciano Strepponi (en), face à Caroline Ungher en Guido, au Teatro Grande de Trieste, le 20 novembre 1829[6].
- Ildegonda dans Costantino in Arles de Giuseppe Persiani, à la Fenice de Venise, le 26 décembre 1829[7].
- Roméo dans I Capuleti e i Montecchi de Bellini, face à Rosalbina Carradori en Giulietta, à La Fenice de Venise, le 11 mars 1830[2].
- Le rôle-titre dans Chiara di Rosembergh de Luigi Ricci, face à Maria Sacchi en Eufemia, à La Scala de Milan, le 11 octobre 1831[8].
- Le rôle-titre et Evelina dans Enrico di Monfort de Carlo Coccia, à la Scala de Milan, le 12 novembre 1831[9].
- Wilfredo dans Ivanhoe de Giovanni Pacini, face à Anna Del Sere en Editta, à la Fenice de Venise, le 19 mars 1832[10].
- Estella dans Carlo di Borgogna de Giovanni Pacini, à La Fenice de Venise, le 21 mars 1835[11].
- Irza dans Gli Illinesi de Pietro Antonio Coppola, face à Domenico Donzelli en Guido, au teatro Regio de Turin, le 26 décembre 1835[12].

### Autres

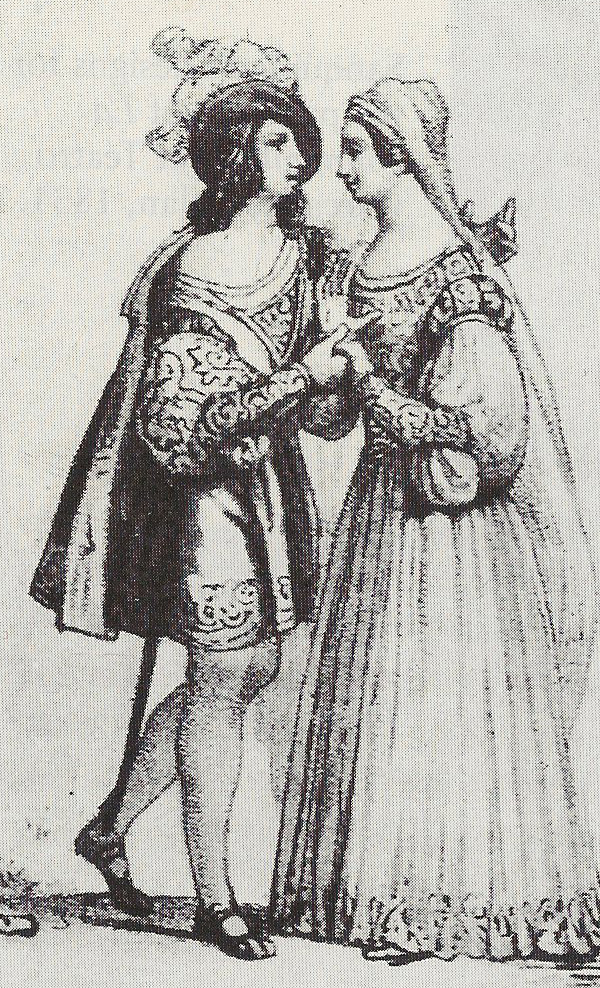
Giuditta Grisi et Amalia Schütz Oldosi dans i Capuleti en décembre 1830 à la Scala.

- Romeo dans i Capuleti de Bellini, face à Amalia Schütz Oldosi en Giuletta, à La Scala de Milan, le 26 décembre 1830[13].

## Sources
- François-Joseph Fétis, « Grisi (Judith) », dans Biographie universelle des musiciens et bibliographie générale de la musique, vol. 4, Paris, Firmin-Didot, 1868 (lire en ligne), p. 115.